# Sergnano
Sergnano (lombardul: Sergnà) település Olaszországban, Lombardia régióban, Cremona megyében. Lakosainak száma 3526 fő (2023. január 1.). Sergnano Campagnola Cremasca, Capralba, Caravaggio, Casale Cremasco-Vidolasco, Castel Gabbiano, Mozzanica, Pianengo és Ricengo községekkel határos.

## Népesség
A település lakossága az elmúlt években az alábbi módon változott:
| Lakosok száma | 3626 | 3568 | 3554 | 3526 |
|               | 2013 | 2017 | 2018 | 2023 |